# Solanum amygdalifolium
Solanum amygdalifolium är en potatisväxtart som beskrevs av Ernst Gottlieb von Steudel. Solanum amygdalifolium ingår i släktet skattor som ingår i familjen potatisväxter. Inga underarter finns listade i Catalogue of Life.

## Bildgalleri

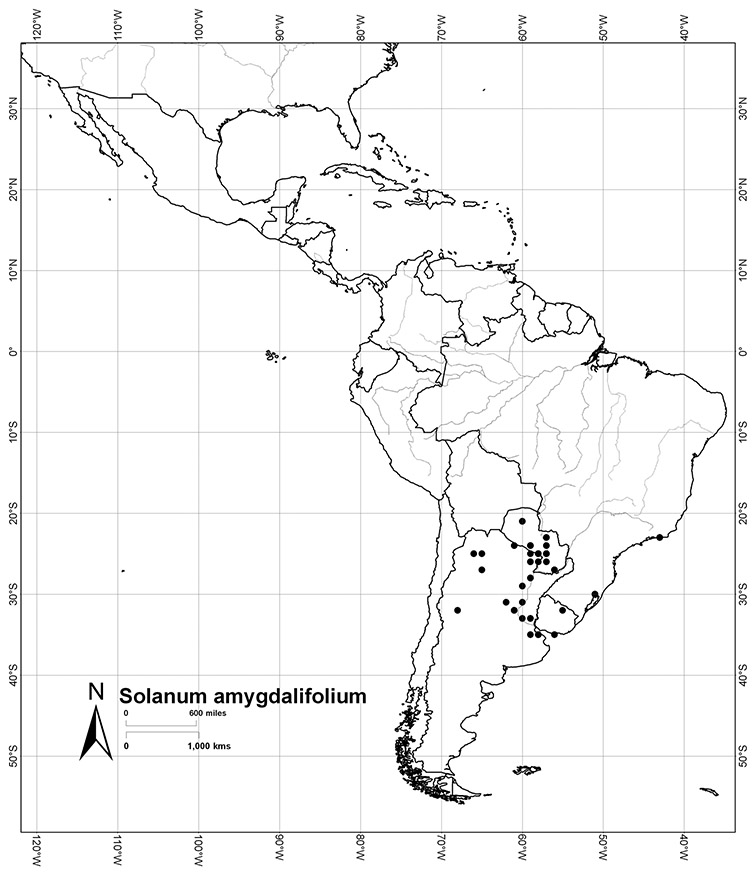